# Borgholm (comune)
Borgholm è un comune svedese di 10 716 abitanti, situato nella contea di Kalmar. Il suo capoluogo è la cittadina omonima.

## Località
Nel territorio comunale sono comprese le seguenti aree urbane (tätort):
| # | Località   | Popolazione |
| - | ---------- | ----------- |
| 1 | Borgholm   | 3.093       |
| 2 | Köpingsvik | 609         |
| 3 | Löttorp    | 455         |
| 4 | Rälla      | 440         |
| 5 | Björkviken | 243         |

## Amministrazione

### Gemellaggi
- Rockford (Illinois)
- Łeba
- Zelenogradsk
- Korsnäs